# Andreas Ehrig
Andreas Ehrig (* 20. Oktober 1959 in Langenbernsdorf) ist ein deutscher Sportwissenschaftler und ehemaliger Eisschnellläufer.

## Leben
Der für den Berliner TSC laufende Ehrig wurde 1979 über die Strecken 500, 1500 und 10 000 Meter Meister der Deutschen Demokratischen Republik. 1980 wurde er erneut Meister über 10 000 Meter, 1981 und 1982 jeweils im Mehrkampf sowie 1984 über 5000 Meter.
Auf internationaler Ebene gewann er 1979 bei der Junioren-Weltmeisterschaft Silber im Kleinen Vierkampf sowie im Erwachsenenbereich 1984 Silber im Mehrkampf bei der Weltmeisterschaft. Er nahm an den Olympischen Winterspielen 1980 und 1984 teil. Sein bestes Olympia-Ergebnis erzielte er 1984 mit einem vierten Platz über 5000 Meter.
Als Sportwissenschaftler wurde Ehrig am Institut für Angewandte Trainingswissenschaft (IAT) als Fachgruppenleiter für die Sportart Eisschnelllauf tätig. Er war unter anderem an Veröffentlichungen über „Entwicklungstendenzen im Eisschnelllauf“, die „Umstellung vom Normal- auf den Klappschlittschuh“, Olympiaanalysen in der Sportart Eisschnelllauf sowie über die Kraftausdauerfähigkeit in der Sportart Eisschnelllauf beteiligt. Er leitete Forschungsarbeiten, darunter „Untersuchungen zur weitergehenden Klärung die Leistung bedingender Anforderungen mittels Atemgasanalyse im Eisschnelllauf“, „Prozeßunterstützende Tätigkeit zur Sicherung der Trainings- und Leistungsstruktur in Vorbereitung auf die OWS 1992 und Weiterentwicklung der Untersuchungsmethoden für trainings- und leistungsdiagnostische Maßnahmen“ und „Optimierung der Trainingsbelastungen bezogen auf veränderte Leistungsstrukturen sowie der Klappschlittschuhtechnik bei Weiterentwicklung des Sportgerätes im Eisschnellauf“.
Ehrig war mit Andrea Ehrig-Mitscherlich verheiratet.